# Jordan Hill (Louisiane)
Pour les articles homonymes, voir Jordan Hill.
Jordan Hill est une census-designated place de la paroisse de Winn, en Louisiane, aux États-Unis. 